# Drosselrückschlagventil

Schaltsymbol für das Drosselrückschlagventil

Ein Drosselrückschlagventil ist ein Ventil, welches ein Medium (Flüssigkeit, Gas) in einer Richtung drosselt und in der anderen Richtung ungedrosselt durchfließen lässt. Das Ventil besteht aus zwei einzelnen Ventilen, die in einem Gehäuse untergebracht sind: Zum einen aus einer Drossel, die den Leitungsquerschnitt verringert (im Symbol oben), und aus einem Rückschlagventil (unten). Bei dem dargestellten Symbol handelt es sich um eine verstellbare Drossel, erkennbar an dem Pfeil, der durch das Drosselsymbol geht. Bei falscher Montage, gibt es den so genannten Stick-Slip Effekt. Das bedeutet, das zu bewegende Bauteil bewegt sich nicht flüssig, sondern schrittartig.

## Funktionsweise
Durchfließt das Medium das Ventil (bezogen auf das Schaltsymbol) vom linken Anschluss zum rechten Anschluss, so öffnet sich das Rückschlagventil, die Drossel wird umgangen und hat somit keine Wirkung. In umgekehrter Richtung schließt das Rückschlagventil und das Druckmedium muss die Drossel passieren, wodurch die Durchflussmenge (hier: je nach Einstellung) verringert wird.

## Anwendung

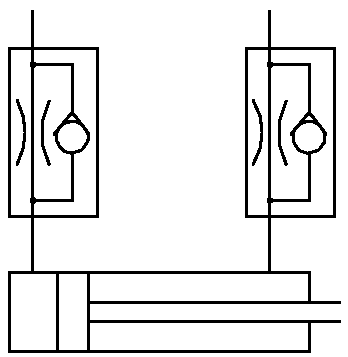
Pneumatikzylinder mit zwei Drosselrückschlagventilen für abluftseitige Drosselung

Drosselrückschlagventile werden in der Pneumatik und der Hydraulik verwendet. Man kann sie zum Beispiel einsetzen, um die Bewegungsgeschwindigkeit eines Kolbens festzulegen. 
Hierfür wird bei Pneumatikzylindern stets die abströmende Druckluft über die Drosselfunktion des dort eingebauten Drosselrückschlagventils gedrosselt, während die zuströmende Druckluft ungedrosselt in Durchlassrichtung durch das in diese Leitung eingebaute zweite Drosselrückschlagventil fließt. So ist die Hauptgegenkraft, welche die zuströmende Luft überwinden muss, der Gegendruck vor der Drossel für die abströmende Luft und nicht die Gleit- beziehungsweise Haftreibung des Kolbens im Zylinder. Deshalb ist die Kolbenbewegung weniger Stick-Slip-gefährdet.
Bei Hydraulikzylindern kann die Geschwindigkeit des Kolbens durch Drosselung des zuströmenden oder fortströmenden Fluids eingestellt werden, da aufgrund des praktisch inkompressiblen Hydrauliköls die Gefahr von Stick-Slip wesentlich geringer ist. Der Einsatz von Drosselrückschlagventilen bietet den Vorteil, dass die Geschwindigkeiten für beide Bewegungsrichtungen getrennt eingestellt werden können. Zudem kann ein Vorauseilen des Kolbens aufgrund einer externen Kraft vermieden werden.